# Octavio Friz
Octavio Heriberto Friz Oporto (Traiguén, Chile, 13 de octubre de 1958) es un exfutbolista chileno. Jugaba como defensa central.

## Trayectoria
Oriundo de Traiguén, comenzó su carrera en el fútbol amateur traiguenino, donde tras destacar, fue nominado a la Selección Adulta de Traiguén. Tras una destacada participación en 1978, fue contactado por Gastón Guevara para firmar por Green Cross-Temuco, junto a Hernán Álvarez y Luis Parra. Sin embargo, en la participación de Traiguén en el nacional adulto celebrado en Iquique, se lesionó de gravedad. Tras un año de entrenamiento, en 1980 firma por Malleco Unido de la Primera B.
A mediados de 1983, da el salto a la Primera División, firmando por Magallanes, donde compartió equipo con jugadores de la talla de Adolfo Nef y Arturo Jauregui, entre otros. Formó parte del plantel carabelero que esa temporada logró la Liguilla Pre-Libertadores 1983, clasificando a la Copa Libertadores 1985.A fines de la temporada 1986, el equipo descendió a Primera B.
Tras 3 temporadas y media, deja el equipo magallánico. En 1987, jugó el primer semestre en Coquimbo Unido, mientras que la segunda mitad defendió la camiseta de Cobreandino en la Primera B. Para 1988 firma por Santiago Wanderers, donde juega por una temporada.
En sus últimas temporadas como jugador profesional defendió a equipos de la categoría de plata del fútbol chileno, Deportes Linares (1989), Deportes Temuco (1989), Curicó Unido (1990) y Deportes Valdivia (1990), en donde se retira al fin de la temporada, tras el descenso a Tercera División y la quiebra del club, el cual le pago solo un mes de contrato.

## Clubes
| Club               | País  | Año       |
| ------------------ | ----- | --------- |
| Malleco Unido      | Chile | 1980-1983 |
| Magallanes         | Chile | 1983-1986 |
| Coquimbo Unido     | Chile | 1987      |
| Cobreandino        | Chile | 1987      |
| Santiago Wanderers | Chile | 1988      |
| Deportes Linares   | Chile | 1989      |
| Deportes Temuco    | Chile | 1989      |
| Curicó Unido       | Chile | 1990      |
| Deportes Valdivia  | Chile | 1990      |